# Hoogste Rechtbank van de Apostolische Signatuur
De Hoogste Rechtbank van de Apostolische Signatuur, meestal kortweg aangeduid als de Apostolische Signatuur, is een kerkelijk gerechtshof van de Katholieke Kerk en een van de drie gerechtshoven die behoren tot de Romeinse Curie. Het hof is enigszins te vergelijken met een Hof van Cassatie en een Raad van State. Als hoogste rechtbank waakt ze over een correcte rechtsbedeling in de Kerk.

## Prefecten van de Apostolische Signatuur sinds 1908
- 1908-1914: Vincenzo Vannutelli;
- 1914-1920: Michele Lega;
- 1920-1926: Augusto Silj;
- 1926-1931: Francesco Ragonesi;
- 1931-1933: Bonaventura Cerretti;
- 1933-1946: Enrico Gasparri;
- 1946-1954: Massimo Massimi;
- 1954-1954: Giuseppe Bruno;
- 1954-1959: Gaetano Cicognani;
- 1959-1969: Francesco Roberti;
- 1969-1977: Dino Staffa;
- 1977-1982: Pericle Felici;
- 1982-1988: Aurelio Sabattani;
- 1988-1991: Achille Silvestrini;
- 1992-1998: Gilberto Agustoni;
- 1998-1999: Zenon Grocholewski;
- 1999-2004: Mario Francesco Pompedda;
- 2004-2008: Agostino Vallini;
- 2008-2014: Raymond Leo Burke;
- 2014-heden: Dominique Mamberti.

## Secretaris van de Apostolische Signatuur
- 2008-2016: Frans Daneels;
- 2016-2022: Giuseppe Sciacca;
- 2022-heden: Andrea Ripa.

## Nederlands lid van de Apostolische Signatuur
- 2017-heden (als nevenfunctie): Jan Hendriks, bisschop van Haarlem-Amsterdam.[1]